# Karl Bebendorf
Karl Bebendorf (Dresde, 7 de mayo de 1996) es un deportista alemán que compite en atletismo, especialista en las carreras de obstáculos. Ganó una medalla de bronce en el Campeonato Europeo de Atletismo de 2024, en la prueba de 3000 m obstáculos.

## Palmarés internacional
| Campeonato Europeo | Campeonato Europeo | Campeonato Europeo | Campeonato Europeo |
| Año                | Lugar              | Medalla            | Prueba             |
| ------------------ | ------------------ | ------------------ | ------------------ |
| 2024               | Roma (Italia)      | Medalla de bronce  | 3000 m obstáculos  |